# Superliga de Turquía 2020-21
La temporada 2020-21 fue la 63.ª temporada de la Superliga de Turquía, la máxima categoría del fútbol profesional en Turquía. El torneo comenzó el 11 de septiembre de 2020 y finalizó el 15 de mayo de 2021.
El Beşiktaş se consagró campeón por 16ta vez, luego de igualar en puntos y en partidos entre sí con el Galatasaray, al imponerse en la diferencia de gol.

## Ascensos y descensos
| Pos. | Descendidos de la Superliga de Turquía 2019-20           |
| ---- | -------------------------------------------------------- |
| 16.º | Los descensos fueron eliminados para la pasada temporada |
| 17.º | Los descensos fueron eliminados para la pasada temporada |
| 18.º | Los descensos fueron eliminados para la pasada temporada |

| Pos.  | Ascendidos de la TFF Primera División 2019-20 |
| ----- | --------------------------------------------- |
| 1.º   | Hatayspor                                     |
| 2.º   | BB Erzurumspor                                |
| Prom. | Fatih Karagümrük                              |

## Clubes
| Club                | Ciudad                | Estadio                        | Aforo  |
| ------------------- | --------------------- | ------------------------------ | ------ |
| Ankaragücü          | Ankara                | Estadio Eryaman                | 20,071 |
| Alanyaspor          | Alanya                | Estadio Bahçeşehir Okulları    | 10,130 |
| Antalyaspor         | Antalya               | Antalya Arena                  | 33,032 |
| Beşiktaş            | Estambul (Beşiktaş)   | Vodafone Park                  | 42.000 |
| BB Erzurumspor      | Erzurum               | Estadio Kâzım Karabekir        | 21,374 |
| Rizespor            | Rize                  | Estadio Yeni Rize Şehir        | 15,485 |
| Denizlispor         | Denizli               | Estadio Denizli Atatürk        | 15,500 |
| Fatih Karagümrük    | Estambul (Fatih)      | Estadio Olímpico Atatürk       | 76.761 |
| Fenerbahçe          | Estambul (Kadıköy)    | Estadio Şükrü Saracoğlu        | 50.509 |
| Galatasaray         | Estambul (Şişli)      | Türk Telekom Arena             | 52.652 |
| Gazişehir Gaziantep | Gaziantep             | Gaziantep Arena                | 33,502 |
| Gençlerbirliği      | Ankara                | Estadio Eryaman                | 20,071 |
| Göztepe             | Esmirna               | Estadio Gürsel Aksel           | 25,035 |
| İstanbul Başakşehir | Estambul (Başakşehir) | Estadio Başakşehir Fatih Terim | 17,801 |
| Kasımpaşa           | Estambul (Beyoğlu)    | Estadio Recep Tayyip Erdoğan   | 14,234 |
| Hatayspor           | Hatay                 | Nuevo Estadio de Hatay         | 25,269 |
| Kayserispor         | Kayseri               | Estadio Kadir Has              | 32,864 |
| Konyaspor           | Konya                 | Torku Arena                    | 42,276 |
| Sivasspor           | Sivas                 | Sivas Arena                    | 27,532 |
| Trabzonspor         | Trebisonda            | Estadio Şenol Güneş            | 41.900 |
| Yeni Malatyaspor    | Malatya               | Malatya Arena                  | 27,044 |

### Información de los equipos
| Equipo              | Entrenador        | Capitán            | Marca    | Patrocinador principal         |
| ------------------- | ----------------- | ------------------ | -------- | ------------------------------ |
| Alanyaspor          | Çağdaş Atan       | Efecan Karaca      | Uhlsport | TAV Airports                   |
| Ankaragücü          | Hikmet Karaman    | Korcan Çelikay     | Nike     | Onvo 4K Televisión inteligente |
| Antalyaspor         | Ersun Yanal       | Hakan Özmert       | Kappa    | Regnum                         |
| Beşiktaş            | Sergen Yalçın     | Atiba Hutchinson   | Adidas   | Beko                           |
| BB Erzurumspor      | Yılmaz Vural      | Cenk Ahmet Alkılıç | Puma     | Mahmood Coffee                 |
| Çaykur Rizespor     | Bülent Uygun      | Abdullah Durak     | Nike     | Çaykur                         |
| Denizlispor         | Ali Tandoğan      | Hugo Rodallega     | Kappa    | Yukatel                        |
| Fatih Karagümrük    | Francesco Farioli | Lucas Biglia       | Wulfz    | Wulfz                          |
| Fenerbahçe          | Emre Belözoğlu    | Gökhan Gönül       | Adidas   | Avis                           |
| Galatasaray         | Fatih Terim       | Fernando Muslera   | Nike     | Sixt                           |
| Gazişehir Gaziantep | Sá Pinto          | Günay Güvenç       | Nike     | Maisonette                     |
| Gençlerbirliği      | Özcan Bizati      | Zargo Touré        | Macron   | Skyline Tower                  |
| Göztepe             | Ünal Karaman      | Halil Akbunar      | Puma     | Türkerler                      |
| Hatayspor           | Ömer Erdoğan      | Mesut Çaytemel     | Nike     | Concorde Hotels & Resorts      |
| İstanbul Başakşehir | Aykut Kocaman     | Mahmut Tekdemir    | Bilcee   | Decovita                       |
| Kasımpaşa           | Şenol Can         | Ramazan Köse       | Nike     | Ciner                          |
| Kayserispor         | Yalçın Koşukavak  | Cristian Săpunaru  | Nike     | İstikbal                       |
| Konyaspor           | İlhan Palut       | Ibrahim Šehić      | Lotto    | Spor Toto                      |
| Sivasspor           | Rıza Çalımbay     | Ziya Erdal         | Puma     | Demir İnşaat                   |
| Trabzonspor         | Abdullah Avcı     | Uğurcan Çakır      | Macron   | Vestel                         |
| Yeni Malatyaspor    | İrfan Buz         | Adem Büyük         | Nike     | Medicana                       |

## Tabla de posiciones
|                                                        | Equipo              | J  | G  | E  | P  | GF | GC | DG  | Puntos |
| ------------------------------------------------------ | ------------------- | -- | -- | -- | -- | -- | -- | --- | ------ |
| 1                                                      | Beşiktaş            | 40 | 26 | 6  | 8  | 89 | 44 | 45  | 84     |
| 2                                                      | Galatasaray         | 40 | 26 | 6  | 8  | 80 | 36 | 44  | 84     |
| 3                                                      | Fenerbahçe          | 40 | 25 | 7  | 8  | 72 | 41 | 31  | 82     |
| 4                                                      | Trabzonspor         | 40 | 19 | 14 | 7  | 50 | 37 | 13  | 71     |
| 5                                                      | Sivasspor           | 40 | 16 | 17 | 7  | 54 | 43 | 11  | 65     |
| 6                                                      | Hatayspor           | 40 | 17 | 10 | 13 | 62 | 53 | 9   | 61     |
| 7                                                      | Alanyaspor          | 40 | 17 | 9  | 14 | 58 | 45 | 13  | 60     |
| 8                                                      | Fatih Karagümrük    | 40 | 16 | 12 | 12 | 64 | 52 | 12  | 60     |
| 9                                                      | Gaziantep           | 40 | 15 | 13 | 12 | 59 | 51 | 8   | 58     |
| 10                                                     | Göztepe             | 40 | 13 | 12 | 15 | 59 | 59 | 0   | 51     |
| 11                                                     | Konyaspor           | 40 | 12 | 14 | 14 | 49 | 48 | 1   | 50     |
| 12                                                     | İstanbul Başakşehir | 40 | 12 | 12 | 16 | 43 | 55 | -12 | 48     |
| 13                                                     | Rizespor            | 40 | 12 | 12 | 16 | 53 | 69 | -16 | 48     |
| 14                                                     | Kasımpaşa           | 40 | 12 | 10 | 18 | 47 | 57 | -10 | 46     |
| 15                                                     | Yeni Malatyaspor    | 40 | 10 | 15 | 15 | 49 | 53 | -4  | 45     |
| 16                                                     | Antalyaspor         | 40 | 9  | 17 | 14 | 41 | 55 | -14 | 44     |
| 17                                                     | Kayserispor         | 40 | 9  | 14 | 17 | 35 | 52 | -17 | 41     |
| 18                                                     | BB Erzurumspor      | 40 | 10 | 10 | 20 | 44 | 68 | -24 | 40     |
| 19                                                     | Ankaragücü          | 40 | 10 | 8  | 22 | 46 | 65 | -19 | 38     |
| 20                                                     | Gençlerbirliği      | 40 | 10 | 8  | 22 | 44 | 76 | -32 | 38     |
| 21                                                     | Denizlispor         | 40 | 6  | 10 | 24 | 38 | 77 | -39 | 28     |
| Fuente: Superliga de Turquía; actualización automática |                     |    |    |    |    |    |    |     |        |

### Resultados
| Local \ Visitante   | ALA | ANK | ANT | BEŞ | RİZ | DEN | ERZ | FKA | FEN | GAL | GFK | GEN | GÖZ | HAT | İBA | KAS | KAY | KON | SİV | TRA | YMA |
| ------------------- | --- | --- | --- | --- | --- | --- | --- | --- | --- | --- | --- | --- | --- | --- | --- | --- | --- | --- | --- | --- | --- |
| Alanyaspor          | —   | 4–3 | 4–0 | 2–1 | 2–1 | 3–2 | 2–3 | 2–0 | 0–0 | 0–1 | 3–2 | 1–2 | 1–1 | 6–0 | 3–0 | 1–2 | 2–0 | 1–0 | 3–1 | 1–1 | 1–1 |
| Ankaragücü          | 0–1 | —   | 1–0 | 0–1 | 1–1 | 1–1 | 1–2 | 2–2 | 1–2 | 2–1 | 0–1 | 2–1 | 3–0 | 2–0 | 1–2 | 1–0 | 0–1 | 4–3 | 1–4 | 0–1 | 3–1 |
| Antalyaspor         | 0–2 | 1–0 | —   | 1–1 | 2–3 | 1–0 | 3–1 | 3–1 | 1–2 | 0–1 | 1–1 | 2–0 | 2–3 | 0–6 | 0–0 | 1–1 | 2–0 | 0–0 | 2–4 | 1–1 | 1–1 |
| Beşiktaş            | 3–0 | 2–2 | 1–1 | —   | 6–0 | 3–0 | 4–0 | 1–2 | 1–1 | 2–0 | 2–1 | 0–1 | 2–1 | 7–0 | 3–2 | 3–0 | 3–1 | 1–0 | 3–0 | 1–2 | 1–0 |
| Rizespor            | 1–1 | 5–3 | 2–1 | 2–3 | —   | 1–1 | 0–2 | 0–0 | 1–2 | 0–4 | 3–0 | 1–1 | 3–2 | 1–0 | 0–2 | 1–1 | 1–0 | 5–3 | 0–0 | 0–0 | 0–4 |
| Denizlispor         | 1–0 | 1–2 | 1–1 | 2–3 | 0–1 | —   | 2–3 | 1–2 | 0–2 | 1–4 | 0–1 | 1–0 | 2–1 | 0–2 | 0–0 | 1–1 | 0–1 | 0–0 | 1–1 | 0–0 | 3–2 |
| BB Erzurumspor      | 1–1 | 1–0 | 2–2 | 2–4 | 0–0 | 1–2 | —   | 2–2 | 0–3 | 1–2 | 1–1 | 0–1 | 1–1 | 1–3 | 1–2 | 0–1 | 1–1 | 1–2 | 1–2 | 0–0 | 1–0 |
| Fatih Karagümrük    | 2–0 | 0–1 | 2–2 | 1–4 | 2–1 | 5–1 | 5–1 | —   | 1–2 | 2–1 | 2–0 | 5–1 | 1–1 | 1–0 | 2–0 | 1–1 | 3–0 | 2–1 | 1–1 | 1–2 | 3–0 |
| Fenerbahçe          | 2–1 | 3–1 | 1–1 | 3–4 | 1–0 | 1–0 | 3–1 | 2–1 | —   | 0–1 | 3–1 | 1–2 | 0–1 | 0–0 | 4–1 | 3–2 | 3–0 | 0–2 | 1–2 | 3–1 | 0–3 |
| Galatasaray         | 1–2 | 1–0 | 0–0 | 3–1 | 3–4 | 6–1 | 2–0 | 1–1 | 0–0 | —   | 3–1 | 6–0 | 3–1 | 3–0 | 3–0 | 2–1 | 1–1 | 1–0 | 2–2 | 1–1 | 3–1 |
| Gaziantep           | 3–1 | 2–0 | 0–0 | 3–1 | 4–5 | 2–0 | 2–3 | 2–2 | 3–1 | 1–2 | —   | 2–1 | 2–0 | 1–1 | 2–0 | 2–2 | 2–1 | 1–0 | 0–1 | 1–1 | 2–2 |
| Gençlerbirliği      | 2–1 | 1–1 | 0–1 | 0–3 | 2–1 | 1–2 | 1–1 | 1–3 | 1–5 | 0–2 | 1–1 | —   | 5–3 | 3–1 | 0–1 | 2–1 | 3–2 | 0–0 | 2–3 | 1–2 | 1–1 |
| Göztepe             | 1–0 | 3–1 | 0–1 | 1–2 | 2–0 | 5–1 | 3–1 | 1–1 | 2–3 | 1–3 | 2–2 | 4–0 | —   | 0–1 | 2–1 | 1–0 | 1–1 | 0–1 | 3–5 | 1–1 | 2–2 |
| Hatayspor           | 0–0 | 4–1 | 3–2 | 2–2 | 2–2 | 1–0 | 3–0 | 3–1 | 1–2 | 3–0 | 0–1 | 3–1 | 2–3 | —   | 2–0 | 1–0 | 1–3 | 2–1 | 1–1 | 0–1 | 1–2 |
| İstanbul Başakşehir | 0–0 | 2–1 | 5–1 | 2–3 | 1–1 | 3–3 | 1–0 | 0–1 | 1–2 | 0–2 | 1–2 | 2–1 | 0–0 | 1–5 | —   | 2–2 | 0–0 | 1–1 | 1–1 | 0–1 | 3–1 |
| Kasımpaşa           | 3–0 | 3–1 | 2–2 | 1–0 | 2–0 | 3–2 | 1–2 | 3–2 | 0–3 | 1–0 | 0–4 | 2–0 | 0–0 | 1–4 | 0–1 | —   | 0–1 | 1–1 | 2–0 | 1–2 | 0–0 |
| Kayserispor         | 1–1 | 0–0 | 0–1 | 0–2 | 2–1 | 6–3 | 1–3 | 0–0 | 1–2 | 0–3 | 0–0 | 2–2 | 1–1 | 0–1 | 2–0 | 1–0 | —   | 1–2 | 1–3 | 0–0 | 1–0 |
| Konyaspor           | 1–0 | 1–1 | 0–0 | 4–1 | 1–1 | 2–0 | 2–0 | 5–1 | 0–3 | 4–3 | 0–0 | 0–0 | 2–3 | 0–0 | 1–2 | 2–1 | 0–0 | —   | 0–1 | 1–1 | 1–1 |
| Sivasspor           | 0–2 | 0–0 | 0–0 | 0–0 | 0–2 | 2–2 | 0–0 | 1–0 | 1–1 | 1–2 | 2–1 | 3–1 | 0–1 | 1–1 | 0–0 | 2–1 | 2–0 | 3–1 | —   | 0–0 | 1–0 |
| Trabzonspor         | 1–3 | 4–1 | 2–1 | 1–3 | 2–1 | 1–0 | 1–0 | 2–0 | 0–1 | 0–2 | 1–0 | 2–1 | 1–0 | 1–1 | 0–2 | 3–4 | 1–1 | 3–1 | 1–1 | —   | 3–1 |
| Yeni Malatyaspor    | 1–0 | 2–1 | 1–0 | 0–1 | 4–1 | 2–0 | 1–3 | 0–0 | 1–1 | 0–1 | 2–2 | 2–1 | 1–1 | 1–1 | 1–1 | 2–0 | 1–1 | 2–3 | 2–2 | 0–2 | —   |

### Máximos goleadores
| Puesto | Jugador           | Club(s)                | Goles |
| ------ | ----------------- | ---------------------- | ----- |
| 1      | Aaron Boupendza   | Hatayspor              | 22    |
| 2      | Mame Diouf        | Hatayspor              | 19    |
| 2      | Cyle Larin        | Beşiktaş               | 19    |
| 4      | Adem Büyük        | Yeni Malatyaspor       | 17    |
| 5      | Vincent Aboubakar | Beşiktaş               | 15    |
| 5      | Muhammet Demir    | Gaziantep              | 15    |
| 5      | Alexandru Maxim   | Gaziantep              | 15    |
| 8      | Hugo Rodallega    | Denizlispor            | 14    |
| 9      | Tasos Bakasetas   | Alanyaspor/Trabzonspor | 13    |
| 10     | Enner Valencia    | Fenerbahçe             | 12    |

## TFF Primera División
La TFF Primera División es la segunda categoría del fútbol en Turquía, el campeón y subcampeón ascienden directamente a la Superliga, mientras el tercer ascenso es para el vencedor de los playoffs en los que participan los clubes clasificados entre el tercer y sexto puesto.

### Clasificación
| Pos. | Equipo              | Pts. | PJ | G  | E  | P  | GF | GC | Dif. | Clasificación o descenso                                  |
| ---- | ------------------- | ---- | -- | -- | -- | -- | -- | -- | ---- | --------------------------------------------------------- |
| 1    | Adana Demirspor     | 70   | 34 | 21 | 7  | 6  | 64 | 27 | +37  | Ascenso a la Süper Lig.                                   |
| 2    | Giresunspor         | 70   | 34 | 21 | 7  | 6  | 54 | 25 | +29  | Ascenso a la Süper Lig.                                   |
| 3    | Samsunspor          | 70   | 34 | 20 | 10 | 4  | 58 | 30 | +28  | Clasifican a los play-offs por el ascenso a la Süper Lig. |
| 4    | İstanbulspor        | 64   | 34 | 19 | 7  | 8  | 62 | 34 | +28  | Clasifican a los play-offs por el ascenso a la Süper Lig. |
| 5    | Altay               | 63   | 34 | 20 | 3  | 11 | 66 | 39 | +27  | Clasifican a los play-offs por el ascenso a la Süper Lig. |
| 6    | Altınordu           | 60   | 34 | 17 | 9  | 8  | 58 | 45 | +13  | Clasifican a los play-offs por el ascenso a la Süper Lig. |
| 7    | Ankara Keçiörengücü | 58   | 34 | 17 | 7  | 10 | 49 | 28 | +21  |                                                           |
| 8    | Ümraniyespor        | 51   | 34 | 14 | 9  | 11 | 46 | 43 | +3   |                                                           |
| 9    | Tuzlaspor           | 47   | 34 | 14 | 5  | 15 | 46 | 53 | −7   |                                                           |
| 10   | Bursaspor           | 46   | 34 | 14 | 4  | 16 | 56 | 57 | −1   |                                                           |
| 11   | Bandırmaspor        | 42   | 34 | 12 | 6  | 16 | 48 | 51 | −3   |                                                           |
| 12   | Boluspor            | 42   | 34 | 12 | 6  | 16 | 38 | 41 | −3   |                                                           |
| 13   | Balıkesirspor       | 35   | 34 | 9  | 8  | 17 | 35 | 53 | −18  |                                                           |
| 14   | Adanaspor           | 34   | 34 | 9  | 7  | 18 | 44 | 55 | −11  |                                                           |
| 15   | Menemenspor         | 34   | 34 | 7  | 13 | 14 | 38 | 62 | −24  |                                                           |
| 16   | Akhisarspor         | 30   | 34 | 8  | 6  | 20 | 36 | 59 | −23  | Descenso a la TFF Segunda División.                       |
| 17   | Ankaraspor          | 26   | 34 | 6  | 8  | 20 | 33 | 61 | −28  | Descenso a la TFF Segunda División.                       |
| 18   | Eskişehirspor       | 8    | 34 | 1  | 8  | 25 | 23 | 91 | −68  | Descenso a la TFF Segunda División.                       |

 Fuente: TFF
Criterios de clasificación: 1) Puntos; 2) Puntos partidos directos; 3) Diferencia de gol en partidos directos; 4) Goles anotados en partidos directos; 5) Gol diferencia; 6) Goles anotados.
Notas:
1. ↑  Eskişehirspor fue sancionado con la reducción de tres puntos.

### Resultados
| Local \ Visitante   | ADS | ADA | AKH | ALT | ATO | AKG | ANK | BAL | BAN | BOL | BUR | ESK | GRS | İST | MEN | SAM | TUZ | ÜMR |
| ------------------- | --- | --- | --- | --- | --- | --- | --- | --- | --- | --- | --- | --- | --- | --- | --- | --- | --- | --- |
| Adana Demirspor     | —   | 0–0 | 2–0 | 1–2 | 1–1 | 2–0 | 2–0 | 3–0 | 2–0 | 1–1 | 1–2 | 4–1 | 3–0 | 2–0 | 3–0 | 1–1 | 3–1 | 4–2 |
| Adanaspor           | 2–2 | —   | 3–1 | 1–4 | 5–2 | 0–0 | 1–2 | 1–1 | 1–2 | 2–3 | 0–3 | 5–2 | 0–4 | 1–0 | 3–0 | 0–2 | 1–3 | 0–2 |
| Akhisarspor         | 2–3 | 0–1 | —   | 2–0 | 1–1 | 1–2 | 0–1 | 2–0 | 1–0 | 2–2 | 2–1 | 3–0 | 0–1 | 0–1 | 0–0 | 1–4 | 0–0 | 1–1 |
| Altay               | 1–0 | 4–1 | 2–1 | —   | 1–3 | 0–4 | 3–0 | 1–3 | 4–3 | 0–1 | 3–1 | 6–0 | 1–1 | 1–3 | 3–0 | 0–0 | 5–0 | 3–1 |
| Altınordu           | 0–1 | 1–1 | 3–2 | 2–1 | —   | 0–2 | 2–0 | 0–0 | 2–0 | 2–1 | 0–2 | 6–3 | 0–0 | 1–0 | 2–4 | 0–0 | 3–2 | 1–0 |
| Ankara Keçiörengücü | 1–0 | 1–0 | 6–0 | 0–1 | 5–3 | —   | 2–0 | 2–1 | 1–0 | 2–0 | 0–1 | 1–0 | 0–1 | 1–1 | 4–1 | 1–1 | 0–1 | 0–1 |
| Ankaraspor          | 1–3 | 0–2 | 4–2 | 2–2 | 0–3 | 1–0 | —   | 1–2 | 3–2 | 1–2 | 1–1 | 1–0 | 1–1 | 0–2 | 1–1 | 1–2 | 0–0 | 0–0 |
| Balıkesirspor       | 0–1 | 0–3 | 3–0 | 0–3 | 0–5 | 1–2 | 2–2 | —   | 2–1 | 0–0 | 3–0 | 2–2 | 3–1 | 1–2 | 2–1 | 1–3 | 0–2 | 1–1 |
| Bandırmaspor        | 0–3 | 3–2 | 1–0 | 2–0 | 2–2 | 1–1 | 2–1 | 1–0 | —   | 2–3 | 1–2 | 1–1 | 0–1 | 2–1 | 2–2 | 2–2 | 3–2 | 1–0 |
| Boluspor            | 1–2 | 1–2 | 0–1 | 1–0 | 1–2 | 0–1 | 2–0 | 0–0 | 0–1 | —   | 2–1 | 3–0 | 0–1 | 0–2 | 0–0 | 0–2 | 1–2 | 1–4 |
| Bursaspor           | 1–3 | 1–0 | 3–2 | 1–3 | 1–2 | 0–3 | 3–1 | 3–1 | 2–1 | 4–2 | —   | 2–1 | 1–2 | 1–2 | 0–1 | 3–0 | 0–0 | 1–3 |
| Eskişehirspor       | 1–1 | 0–0 | 0–1 | 0–5 | 0–2 | 2–2 | 0–0 | 0–3 | 2–1 | 0–2 | 1–5 | —   | 0–5 | 0–3 | 2–2 | 0–1 | 0–2 | 1–1 |
| Giresunspor         | 2–0 | 4–3 | 3–0 | 1–2 | 2–0 | 2–1 | 1–0 | 1–0 | 0–1 | 2–1 | 2–1 | 2–0 | —   | 0–0 | 1–1 | 0–0 | 3–0 | 0–1 |
| İstanbulspor        | 3–1 | 1–0 | 2–2 | 2–1 | 1–2 | 0–0 | 5–3 | 5–0 | 2–1 | 1–1 | 3–3 | 3–0 | 1–1 | —   | 4–0 | 0–1 | 2–1 | 2–3 |
| Menemenspor         | 1–4 | 0–0 | 6–2 | 1–2 | 0–2 | 0–0 | 2–1 | 1–1 | 1–1 | 0–3 | 2–1 | 2–1 | 0–4 | 1–2 | —   | 2–2 | 2–5 | 1–1 |
| Samsunspor          | 0–2 | 2–1 | 1–0 | 1–0 | 1–1 | 4–2 | 3–1 | 1–0 | 3–1 | 1–0 | 4–1 | 6–1 | 0–2 | 0–3 | 1–1 | —   | 2–0 | 3–0 |
| Tuzlaspor           | 0–3 | 3–2 | 0–3 | 0–1 | 4–1 | 1–0 | 2–0 | 1–0 | 0–6 | 0–1 | 3–3 | 5–2 | 1–2 | 2–0 | 2–0 | 0–2 | —   | 0–1 |
| Ümraniyespor        | 0–0 | 1–0 | 2–1 | 0–1 | 1–1 | 1–2 | 4–3 | 1–2 | 2–1 | 0–2 | 2–1 | 3–0 | 3–1 | 1–3 | 0–2 | 2–2 | 1–1 | —   |

### Play-offs por el ascenso
|  | Semifinales | Semifinales  | Semifinales | Semifinales | Semifinales |   |   | Final | Final | Final |  |
|  |             |              |             |             |             |   |   |       |       |       |  |
|  |             |              |             |             |             |   |   |       |       |       |  |
|  | 4           | İstanbulspor | 2           | 0           | 2           |   |   |       |       |       |  |
|  | 4           | İstanbulspor | 2           | 0           | 2           |   |   |       |       |       |  |
|  | 5           | Altay        | 3           | 1           | 4           |   |   |       |       |       |  |
|  | 5           | Altay        | 3           | 1           | 4           |   | 5 | Altay | 1     |       |  |
|  |             |              |             |             |             |   | 5 | Altay | 1     |       |  |
|  |             |              | 6           | Altınordu   | 0           |   |   |       |       |       |  |
|  | 3           | Samsunspor   | 6           | Altınordu   | 0           | 0 | 2 | 2     |       |       |  |
|  | 3           | Samsunspor   |             |             |             | 0 | 2 | 2     |       |       |  |
|  | 6           | Altınordu    | 1           | 2           | 3           |   |   |       |       |       |  |
|  | 6           | Altınordu    | 1           | 2           | 3           |   |   |       |       |       |  |
|  |             |              |             |             |             |   |   |       |       |       |  |